# Soft Monsters
Soft Monsters is het debuutalbum van de band Dark Tooth Encounter.

## Tracklist
| Nr. | Titel             | Duur |
| --- | ----------------- | ---- |
| 1   | Alloy Pop         | 4:44 |
| 2   | Honey Hive        | 6:02 |
| 3   | Weeping Pines     | 5:11 |
| 4   | Radio Bleed       | 5:54 |
| 5   | Deep Sleep Flower | 5:36 |
| 6   | Hyper Air         | 4:00 |
| 7   | Engine Drone      | 8:23 |

## Bandleden
- Bill Stinson - drum
- Gary Arce - gitaar, lapsteel, basgitaar, keyboard, effecten

## Overige medewerkers
- Mario Lalli - gitaar op 'Weeping Pines' en 'Engine Drone', basgitaar op 'Radio Bleed'
- Scott Reeder - basgitaar op 'Weeping Pines'
- Mike Shear - producer en Engineering
- Dave Lang en Ian Underwood - ontwerp van de cd-hoes